# Liste der Biografien/Salg
Liste der Biografien |
Portal Biografien |
Personensuche
# |
A |
B |
C |
D |
E |
F |
G |
H |
I |
J |
K |
L |
M |
N |
O |
P |
Q |
R |
S |
T |
U |
V |
W |
X |
Y |
Z |
?
 
Sa |
Sb |
Sc |
Sd |
Se |
Sf |
Sg |
Sh |
Si |
Sj |
Sk |
Sl |
Sm |
Sn |
So |
Sp |
Sq |
Sr |
Ss |
St |
Su |
Sv |
Sw |
Sy |
Sz
 
Saa |
Sab |
Sac |
Sad |
Sae |
Saf |
Sag |
Sah |
Sai |
Saj |
Sak |
Sal |
Sam |
San |
Sao |
Sap |
Saq |
Sar |
Sas |
Sat |
Sau |
Sav |
Saw |
Sax |
Say |
Saz
 
Sala |
Salb |
Salc |
Sald |
Sale |
Salf |
Salg |
Salh |
Sali |
Salj |
Salk |
Sall |
Salm |
Saln |
Salo |
Salp |
Salq |
Sals |
Salt |
Salu |
Salv |
Salw |
Saly |
Salz
Die Liste der Biografien führt alle Personen auf, die in der deutschsprachigen Wikipedia einen Artikel haben. Dieses ist eine Teilliste mit 46 Einträgen von Personen, deren Namen mit den Buchstaben „Salg“ beginnt.

## Salg
- Salg, Anton († 1940), deutscher Fußballspieler und -funktionär

### Salga
- Salgado García, José Wilfredo (* 1966), salvadorianischer Politiker
- Salgado López, Iván (* 1991), spanischer Schachspieler
- Salgado Rufino, Maria Clara (* 1983), brasilianische Beachvolleyballspielerin
- Salgado y Garrucho, Vicente (1936–2005), philippinischer Geistlicher, römisch-katholischer Bischof von Romblon
- Salgado, Curtis (* 1954), US-amerikanischer Blues-, Rhythm-&-Blues- und Soulsänger
- Salgado, Elena (* 1949), spanische Politikerin (PSOE), Ministerin für Finanzen und Wirtschaft von 2009 bis 2011
- Salgado, Ernesto Antolin (* 1935), philippinischer Geistlicher, emeritierter Erzbischof von Nueva Segovia
- Salgado, Gabriela (* 1998), südafrikanische Fußballspielerin
- Salgado, Isabel (1960–2022), brasilianische Beachvolleyballspielerin und -trainerin
- Salgado, José Luis (* 1966), mexikanischer Fußballspieler
- Salgado, Juan Carlos (* 1984), mexikanischer Boxer im Superfedergewicht und Rechtsausleger
- Salgado, Juliano Ribeiro (* 1974), brasilianischer Regisseur, Drehbuchautor und Kameramann
- Salgado, Lélia Wanick (* 1947), brasilianische Umweltschützerin, Designerin und Szenografin
- Salgado, Leonardo (* 1939), argentinischer Wirbeltier-Paläontologe
- Salgado, Luis Humberto (1903–1977), ecuadorianischer Komponist und Pianist
- Salgado, María Rosa (1929–1995), spanische Filmschauspielerin
- Salgado, Mario (* 1981), chilenischer Fußballspieler
- Salgado, Míchel (* 1975), spanischer Fußballspieler
- Salgado, Plínio (1895–1975), brasilianischer Politiker und Journalist
- Salgado, Ricardo (* 1944), portugiesischer Wirtschaftswissenschaftler und Bankier
- Salgado, Sebastião (1944–2025), brasilianischer Fotograf und FotoreporterSebastião Salgado (1944–2025)

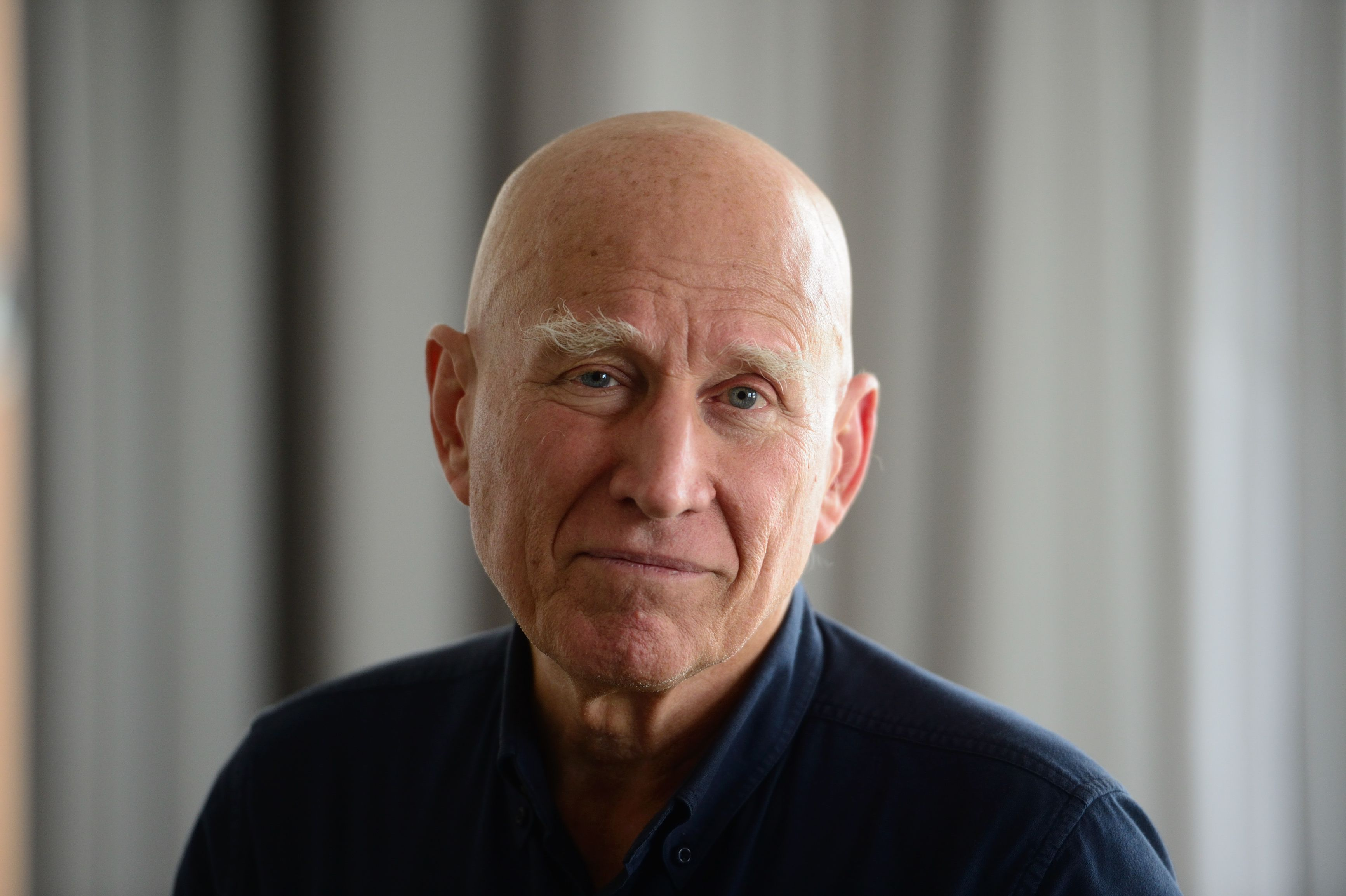
Sebastião Salgado (1944–2025)

- Salgado, Sergio (* 1958), chilenischer Fußballspieler
- Salgado, Vera Lúcia (* 1967), brasilianische Politikerin
- Salgaller, Wiktor Abramowitsch (1920–2020), russischer Mathematiker
- Salgán, Horacio (1916–2016), argentinischer Orchesterleiter
- Salgari, Emilio (1862–1911), italienischer Schriftsteller

### Salge
- Salge, Bruno (1872–1924), deutscher Kinderarzt
- Salge, Christiane (* 1968), deutsche Kunsthistorikerin
- Salge, Ernst (1882–1949), deutscher Jurist und Politiker
- Salger, Hannskarl (1929–2010), deutscher Jurist, Vizepräsident des Bundesgerichtshofs
- Salger, Stefan (* 1996), deutscher Handballspieler
- Salger, Stephan (* 1990), deutscher Fußballspieler

### Salgh
- Salghetti Drioli, Giovanni (* 1941), italienischer Politiker und Jurist

### Salgi
- Salgın, Ferit Alper (* 1975), türkischer Fußballspieler

### Salgo
- Salgo, Ludwig (* 1946), ungarisch-deutscher Familienrechtler
- Salgo, Nicolas M. (1914–2005), amerikanischer Unternehmer und Botschafter ungarischer Abstammung

### Salgu
- Salgueiro, Enrique (* 1981), spanischer Radrennfahrer
- Salgueiro, Gonzalo (* 1986), uruguayischer Fußballspieler
- Salgueiro, Jess, kanadische SchauspielerinJess Salgueiro

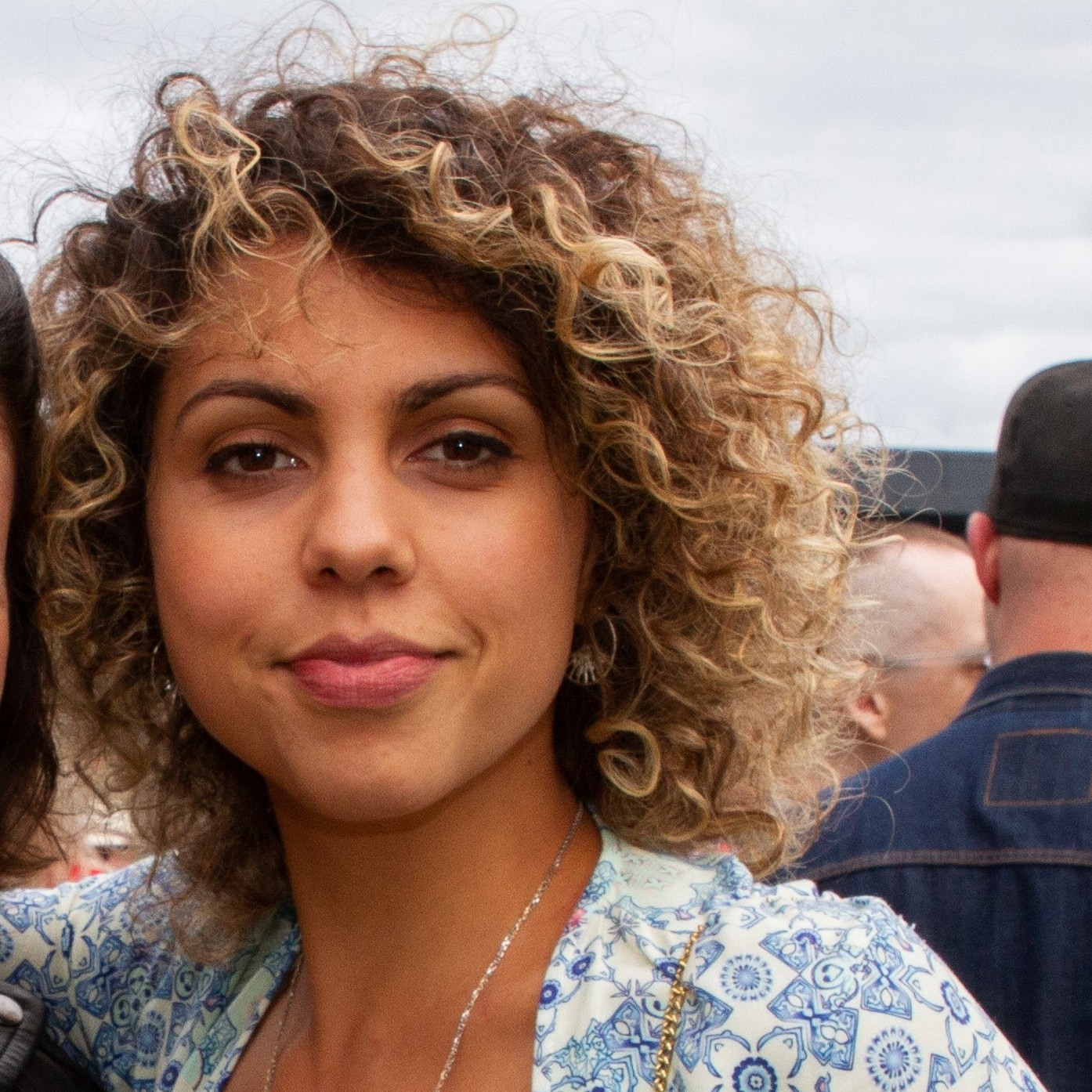
Jess Salgueiro

- Salgueiro, Juan Manuel (* 1983), uruguayischer Fußballspieler
- Salgueiro, Lidia (1917–2009), portugiesische Physikerin und Hochschullehrerin
- Salgueiro, Teresa (* 1969), portugiesische Sängerin
- Salguero, Julieta (* 2000), argentinische Speerwerferin
- Salguero, Rafael (* 1946), guatemaltekischer Fußballfunktionär
- Salguero, Salvador (* 1951), peruanischer Fußballspieler